# 新潟デザイナー誘拐殺人事件
新潟デザイナー誘拐殺人事件（にいがたデザイナーゆうかいさつじんじけん）とは、1965年（昭和40年）1月13日に新潟県で発生した身代金目的の誘拐殺人事件。新潟市に住んでいたデザイナーの女性（事件当時24歳）が誘拐され、殺害された事件である。
犯人の男Y（事件当時24歳）は1971年（昭和46年）に最高裁で死刑が確定したが、約6年後の1977年（昭和52年）5月21日、収監先の東京拘置所で自殺した（36歳没）。
営利誘拐で700万円の身代金は、日本の犯罪史上例のない高額の要求であった。また本事件は戦後日本で初めて、成人が犠牲となった身代金目的の誘拐殺人事件である。

## 事件の概略
1965年1月13日20時半ごろ、新潟市のガソリンスタンド経営者の自宅に警察を名乗る者から、そちらの乗用車が邪魔になっているという電話が掛かってきた。この電話に出たこの家のデザイナーの三女（当時24歳）は、電話では話の要領を得ないとして自宅から300 m離れた現場に向かったが、これは誘拐犯の罠であった。21時40分ごろに、娘を預かっているから明日の朝10時までに700万円用意しろとの脅迫電話がかかってきたことから、誘拐事件と判明した。
翌14日の11時50分に犯人から13時までに国鉄（現在のJR東日本）新潟駅の待合室に金を持ってこいと電話してきた。そこで家族は10万円と新聞紙で札束に偽造した包みを持っていったが、そこには犯人は現れなかった。しかし新潟駅の案内所に家族宛に呼び出し電話がかかってきて、13時27分に発車する柏崎駅行きの越後線の列車に乗り、赤い旗のある所で金を投げろと中年の女らしい声で指示する内容であった。この手口は黒澤明監督作品の映画『天国と地獄』（1963年公開）の身代金受渡し方法と同じであった（後にYは『天国と地獄』からヒントを得て、犯行計画を立てたことを自供している）。家族は指示とおり列車に飛び乗ったが、赤い旗があったのは新潟駅から約1 km、信濃川橋梁の東詰手前で発見したが、機会を逸して現金を投げることができなかった。
一見すると綿密な犯行計画であったが、駅の直後に赤い旗を置いたように犯人の短気な性格から逮捕されることになった。現金の受渡しに失敗した14日の17時27分、被害者の絞殺遺体が新潟市（現在の同市中央区）関屋海岸松林の中の広い道路の真中で発見された。
1月15日、司法解剖が行われ、被害者は13日の21時から14日の9時までの間に殺害されたことが判明し、身代金を受け取ろうとした時点ではすでに殺害されていたことが判明した。
現場は積雪でぬかるんでいたため、タイヤ痕、足跡数個が採取された。不審な車の目撃証言から該当車両を絞り込んでいた。当初、トヨペット、ダットサン、いすゞ、プリンスの4種類の車の情報があり、タイヤ跡、チェーンの長さ、車軸の幅から、プリンス、トヨペットの中型車と断定された。さらに1月18日に誘拐現場近くを20時30分ごろに誘拐現場と見られる場所を車で通りかかり、若い男女が話しているのを目撃した自動車会社従業員の証言から黒色のプリンス・グロリア・デラックスに捜査範囲は絞られた。該当車両のカシミヤ・グレーのプリンス・グロリアが自動車修理工場で発見され、その工場の経営者の息子Y（当時23歳）を被疑者として逮捕した。被害者は前年8月に犯人から中古のダットサン・ブルーバードを購入していた。
Yは当時新潟大学付属病院に入院しており、言語障害と半身不随を装い筆談で取り調べに応じていたが、逮捕から2日目の21日に、被害者を新潟市立寄居中学校前で車に乗せ、13日に絞殺し、14日朝、死体遺棄を行ったことを自供した。検査の結果異常がなく、逮捕から4日目の23日15時30分より、口頭で自供を始め、単独犯行を認めた。犯行動機には、前年の新潟地震で工場が大きな被害を受け、父親が病気のため経営不振となったことから金目当てで犯行に及んだこと、助手席に乗せた被害者を絞殺したことなどを自供した。
1月25日、Yが犯行のときに使ったゴム長靴が西蒲原郡黒埼村（のちの黒埼町、現在の新潟市西区）の国道8号脇の水田で発見された。

## 犯人のその後
2月11日、Yは身代金目的拐取、同要求、殺人、死体遺棄罪で起訴された。
3月22日に新潟地方裁判所で開かれた刑事裁判第一審の初公判で、被告人Yは罪状認否を拒んだ。4月30日に行われた第2回公判では共犯者が3人おり、殺害したのは自分ではなく、単独犯でも自分が主犯というわけでもないと主張した（日弁連もまた、被害者宅にかかった脅迫電話に女の声が入っていたこと、事件当時Yの所有車に複数の人物が乗っていたとの目撃証言、自白内容と遺体の痕跡との食い違いなどを理由に、事件の冤罪性を指摘している）。単独犯ではなく身元のわからない3人組に強制されて犯行に加わったと主張、起訴事実のうち、死体遺棄しか認めなかったが、12月21日の論告求刑公判で死刑を求刑された。
新潟地裁（石橋浩二裁判長）は1966年（昭和41年）2月28日、求刑通りYに死刑判決を言い渡した。新潟地裁ではこれ以降、1988年（昭和63年）3月30日に新潟市の一家5人殺傷事件の被告人（主文#死刑判決の冒頭主文朗読の例を参照）に対し死刑判決が言い渡されるまで、22年間にわたって死刑判決が言い渡されていなかった。Yは控訴したが、東京高等裁判所第4刑事部（久永正勝裁判長）は1968年（昭和43年）12月19日にYの控訴を棄却する判決を宣告。Yは上告したが、最高裁判所第一小法廷（藤林益三裁判長）が1971年（昭和46年）5月11日に上告棄却の判決を言い渡したため、Yは同年6月1日付で死刑が確定した。そして、Yは死刑囚（死刑確定者）として東京拘置所に収監され、法務大臣による死刑執行命令を待つ身柄となった。
1977年（昭和52年）5月21日（土曜日）、この日は死刑執行が行われない日であり、また週2回の入浴日であることから死刑囚たちは和んだ雰囲気であった。しかしYは朝食中の7時53分にガラス窓を割り、その破片で看守の制止よりも早く首の頚動脈を切断、出血多量で救命措置の甲斐もなく9時15分に死亡した（36歳没）。同年3月4日に新潟地裁に請求されていた再審の証人調べが開始された直後の出来事だった。なおYは遺書を残さなかった。